# ريو دي جانيرو
ريو دي جانيرو (بالبرتغالية: Rio de Janeiro «نهر يناير») أو ريو اقتضابًا، ثاني مدن البرازيل سكانًا بعد ساو باولو، وثالث حواضر أمريكا الجنوبية بعد ساو باولو وبيونس آيرس. تأسست في 01-01-1565.
تعتبر من أجمل مدن العالم من قبل الكثيرين. تبلغ مساحة المدينة نحو 1,260 كيلومترًا مربعًا. بلغ عدد سكان منطقة ريو دي جانيرو الكبرى في 2007 نحو 13,782,000 نسمة. تقع في ولاية ريو دي جانيرو وهي عاصمة الولاية، وكانت المدينة العاصمة السابقة للبرازيل قبل بناء برازيليا العاصمة الحالية. تحتوي الولاية على أهم المعالم السياحية عديدية من شواطئها الخلابة ويشتهر شاطئ كوباكبانا لكثرة السواح به ولكن تظل هناك شواطئ أكثر جمال من مثل شواطئ ليبلون وشاطئ ايبانيما ومن أشهر المناطق السياحية بريو دي جانيرو هو تمثال المسيح الفادي أو ما يطلق عليه من قبل البرازيلين (كريستو ريدينتور)
```
ويقع على قمة 
جبل كوركوفادو
```

ويتم الوصول له بالقطار, ويطل بمنظر رائع على المدينة، ويوجد بحي بوتافوغو أسواق تجارية من أفضل المواقع للتسوق كما تشتهر بالكارنفالات المتواصلة والمناسبات المختلفة ويأتي تسمية ريو دي جانيروا بهذا الاسم حيث وصلت الأساطيل الإسبانية إليها في شهر جانيوري.
شهدت بلدة ريو دي جانيرو اتساعًا كبيرًا في السياحة في السنوات الماضية حيث شهد الأقتصاد السياحي في البرازيل نهضة كبيرة جدًا بسبب معالم ريو دي جانيرو الرائعة، وقد اختارتها اللجنة الأولمبية لاستضافة أولمبياد 2016. وريو دي جانيرو مدينة مزدحمة بالسكان ولكن على الرغم من الازدحام، فإن العديد من سكان المدينة يعتبرون ريو أفضل مكان للعيش في البرازيل. ويستمتع السكان على وجه الخصوص بشواطئ ريو المشمسة وملاهيها الليلية ومهرجاناتها النابضة بالحيوية. تأسست ريو عندما بنى الجنود البرتغاليون قلعة وقرية بالقرب مما يُعرف الآن بخليج غوانابارا في عام 1565م. واستقر البرتغاليون هناك من أجل السيطرة على الميناء وأطلقوا على مدينتهم اسم الخليج الذي كان يُسمى في ذلك الوقت ريو دي جانيرو (نهر يناير). ويعتقد المؤرخون أن المكتشف البرتغالي جونكالو كولهو سُمى الخليج باسم الشهر الذي وصل فيه عام 1503م. وكان كيلهو يعتقد بأن الخليج مصب لنهر عظيم.

## التاريخ
كان هنود التوبي يعيشون بالقرب مما يعرف الآن بخليج غوانابارا، عندما وصل المكتشفون البرتغاليون هناك لأول مرة في عام 1503م. وكانت البرتغال قد أعلنت ملكيتها لمنطقة البرازيل باعتبارها مستعمرة في عام 1494م وأَنشأت فرنسا مستوطنة في الخليج عام 1555م. وبعد مضي عشر سنوات، أسس جنود برتغاليون بقيادة النقيب إيستاسيو دي سا، ريو دي جانيرو وطردوا الفرنسيين منها عام 1567م. عثر المنقِّبون البرتغاليون على الذهب في جنوبي البرازيل خلال التسعينيات من القرن السابع عشر وبدأت السفن في نقل المعدن الثمين من ريو إلى البرتغال. واجتذبت تجارة الذهب العديد من المستوطنين إلى ريو في أوائل القرن الثامن عشر وأصبحت المدينة عاصمة للبرازيل في عام 1763م. قَدِم حاكم البرتغال الأمير جون (الملك جون السادس فيما بعد) إلى ريو في عام 1808م هربا من الغزو الفرنسي للشبونة، عاصمة البرتغال، واتخذ من ريو عاصمة للإمبراطورية البرتغالية. وهرب الآلاف من البرتغاليين الأثرياء أيضًا إلى ريو حيث أنشأوا مدارس طبية وعسكرية ومكتبة ضخمة بالمدينة. ثم أصبحت لشبونة عاصمة للإمبراطورية مرة آخرى، عندما عاد جون إليها في عام 1821م. وفي عام 1822م، أصبحت البرازيل دولة مستقلة عاصمتها ريو، وتوسعت التجارة بعد أن ربطت السفن البخارية ريو بأوروبا وأمريكا الشمالية في أواسط القرن التاسع عشر. وكان عدد سكان ريو يزيد على نصف مليون نسمة عام 1890م. وفي أوائل القرن العشرين، أصبحت ريو مدينة عصرية ذات شوارع فسيحة ومبان حديثة. وانتقل الملايين من الريف إلى المدينة خلال أوائل وأواسط القرن العشرين. وتم إنشاء الآلاف من المباني التي تضم شققاً سكنية لتوفير السكن للعدد المتزايد من السكان. غير أن العديد من الوافدين الجدد لم يستطيعوا تحمل نفقات تأجير الشقق واضطروا للعيش في أكواخ خشبية. وخلال الستينيات والسبعينيات من القرن العشرين، شيدت الحكومة الفيدرالية عددًا من المشروعات الإسكانية في ريو لصالح السكان من ذوي الدخول المنخفضة. حلّت برازيليا محل ريو عاصمة فيدرالية في عام 1960م، وانتقلت الحكومة الفيدرالية إلى هناك في الستينيات والسبعينيات من القرن العشرين. ولم ينتقل العديد من سكان ريو الذين كانوا يعملون في وظائف حكومية إلى برازيليا وبذلك فقدوا وظائفهم. ضمت مدينة ريو بعض الضواحي التي حولها فازدادت مساحتها من 155كم² إلى 1,171كم²، كما ازداد عدد سكانها بنسبة 20%. ظلت حكومة ريو تعاني من مشكلتين كبيرتين: إيجاد المساكن للفقراء والتلوث البيئي الكبير.

## أحياء المدينة
وتنقسم ريو إلى ثلاثة أقسام رئيسية. وتقع منطقة الشمال الكبرى شمالي خط الجبال التي ترتفع بمحاذاة ساحل المحيط. وتوجد في هذا القسم الذي يضم ساحل الخليج العديد من الأرصفة والمصانع ومناطق سكنية شاسعة. ويربط جسر ريو ـ نيتيروي الذي يمتد بطول 14كم منطقة شمال ريو بمدينة نيتيروي الواقعة شرقي الخليج. والمياه في أجزاء من خليج غوانابارا ملوثة بمياه الصرف الصحي. وتحتل المنطقة الجنوبية الطويلة الضيقة، الأراضي الواقعة بين الجبال الساحلية والمحيط. وتضم هذه المنطقة بحيرة رودريجو دي فريتاس. وتحتوي الحديقة النباتية المجاورة على نباتات استوائية. وتطل مئات من عمائر الشقق السكنية على العديد من الشواطئ في المنطقة. ويشتهر شاطئ كوباكابانا بفنادقه الضخمة وأرصفته المزخرفة المرصوفة بالحجارة الملونة. وتختلف أحياء فقيرة تُسمى الفافيلاس اختلافًا كبيرًا عن منطقة كوباكابانا الراقية. ويعيش الآلاف من الناس في أكواخ فقيرة على سفوح الجبال شديدة الانحدار والأراضي الساحلية التي تكثر بها المستنقعات. وتقع الضواحي السكنية في وديان بالقرب من ريو. ويعيش العديد من العمال من ذوي الدخول المنخفضة في هذه المدن الصغيرة.

## توأمة المدينة
- برشلونة، إسبانيا
- بوينوس آيريس، أرجنتين
- كيب تاون، جنوب أفريقيا
- دربن، جنوب أفريقيا
- لشبونة، البرتغال
- بغداد، العراق
- لوس أنجلس، الولايات المتحدة
- ميامي، الولايات المتحدة
- مونتريال، كندا
- نيس، فرنسا
- نيتروا، البرازيل
- أوساكا، اليابان
- باريس، فرنسا
- سانتوس، البرازيل
- سول، كوريا الجنوبية
- سيدني، أستراليا
- تونس، تونس

## وصلات خارجية
- معرض للصور ضخمة

لم يتم العثور على روابط لمواقع التواصل الاجتماعي.